# 유비소프트 몬트리올

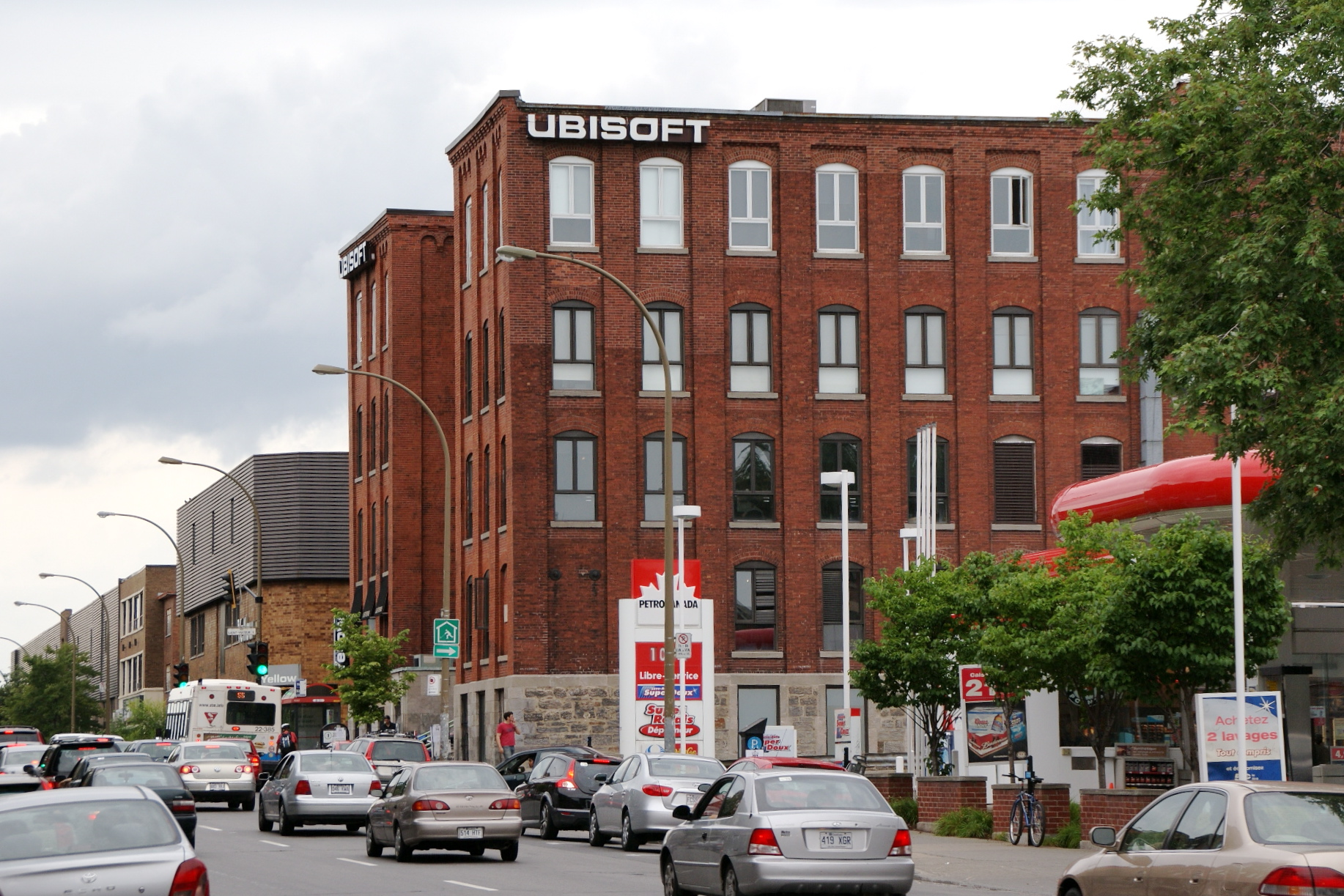

유비소프트 몬트리올(영어: Ubisoft Montreal, 프랑스어: Ubisoft Montréal)은 캐나다의 비디오 게임 제작업체로, 유비소프트 산하 회사이다. 1997년에 처음 설립되어 처음에는 저예산 프로젝트만 진행했다. 현재는 세계적인 비디오 게임 회사가 되었으며, 2,600명 이상의 직원이 있다. 《페르시아의 왕자》, 《파 크라이》, 《와치 독스》, 《어쌔신 크리드》 등의 비디오 게임으로 잘 알려져 있다.